# Czynnik chłodniczy
Czynnik chłodniczy, chłodziwo, czynnik ziębniczy, ziębnik – czynnik termodynamiczny uczestniczący w wymianie ciepła w urządzeniu chłodniczym lub pompie ciepła. Wrząc pod niskim ciśnieniem i w niskiej temperaturze pobiera ciepło, które następnie oddaje w trakcie skraplania pod wyższym ciśnieniem i w wyższej temperaturze.
Czynniki chłodnicze zostały wprowadzone do chłodnictwa w latach trzydziestych XIX wieku, wraz z wynalezieniem przez Jacoba Perkinsa parowego sprężarkowego urządzenia chłodniczego.

## Podział czynników chłodniczych
Klasyfikacja płynów roboczych wykorzystywanych w urządzeniach chłodniczych:
- syntetyczne
  - jednorodne
    - freony

  - niejednorodne
    - mieszaniny azeotropowe – niewykazujące poślizgu temperaturowego
    - mieszaniny zeotropowe (nieazeotropowe) – wykazujące poślizg temperaturowy. Czynniki te są mieszaniną czynników jednoskladnikowych o różnej lotności. Poślizg temperaturowy jest zjawiskiem niekorzystnym, gdyż powoduje, że zjawisko parowania nie przebiega izotermicznie.
- naturalne
  - organiczne
    - węglowodory (lub ich mieszaniny)

  - nieorganiczne
    - amoniak (R-717)
    - dwutlenek węgla (R-744)
    - powietrze (R-729)
    - woda lodowa (może zawierać znaczne ilości dodatków, np. glikolu)

## Wymagania stawiane czynnikom chłodniczym
Idealny czynnik chłodniczy powinien mieć dobre własności termodynamiczne, być bezpieczny dla ludzi i środowiska oraz nie powodować korozji. Nie znaleziono jeszcze substancji, która spełniałaby te wszystkie wymagania.